# James L. Reid
James L. Reid (1844-1910) est un agriculteur et négociant en semences agricoles américain célèbre pour son travail de sélection des semences de maïs. Ce travail, récompensé par plusieurs prix, est à l'origine du « maïs corné », qui a contribué à la croissance de la Corn Belt, l'une des ceintures régionales des États-Unis », puis des hybrides de maïs « corné × denté », qui ont assuré le succès de la culture du maïs dans la seconde partie du XXe siècle en Europe, au nord de la Loire.

## Biographie
James L. Reid est le fils de Robert et Anna Moore Reid. Né près de Russelville, dans le comté de Brown, dans l'Ohio, le 26 décembre 1844, il part avec eux à l'âge de deux ans sur la Frontière sauvage. Son père, Robert Reid, a quitté l'Ohio, en réponse à « l'appel de l'Ouest », pour rejoindre son frère aîné Daniel et sa sœur Eleanor Reid Glaz, à Delavan Prairie, près de Tremont dans le comté de Tazewell, près de La Fayette dans l'État de l'Indiana. C'est l'époque des dans des années 1840, pendant lesquelles les immigrants venus de l'est des États-Unis ont peuplé l'Illinois, autour de Chicago et des Grands Lacs du nord du pays.
Installé à environ quatre miles au nord-est de Delavan, Daniel Reid avait écrit à son frère Robert, l'oncle de James Reid, d'apporter avec lui du maïs de semence, car l'Illinois n'avait pas de la variété que la famille avait cultivée auparavant dans l'Ohio. Robert Reid a donc pris dans son chariot bâché quelques boisseaux de maïs jaune, ayant une teinte rouge cuivrée particulière sous la surface des grains, connu sous le nom Gordon Hopkins, et venu de leur ferme de l'Ohio, où la famille l'avait acquis d'un voisin qui l'avait lui-même amené plus tôt de Virginie.
Le grain de maïs qu'il avait apporté avec lui a été planté en 1846 mais trop tard pour assurer plus qu'un "assez bon développement". Le meilleur du maïs mûri a été sélectionné pour la plantation suivante, au printemps de 1847. Dans ses souvenirs familiaux, son fils indique que les collines n'ayant pas reçu assez de semences ont été binées au cours de cette année, en ajoutant une variété locale, le "Little Yellow corn". La variété plantée avant s'est du coup mélangée avec la nouvelle, créant un type de maïs qui est très vite apparu d'excellente qualité
À partir du printemps 1847 et pendant soixante-douze ans, à dessein, le nouveau maïs obtenu n'a pas été mélangé avec d'autres variétés par la famille Reid, même si elle l'a par ailleurs offert gratuitement à d'autres cultivateurs, afin qu'il puisse prospérer. En 1850, Robert Reid a acheté une ferme au nord-est de Delavan. Il a appris à lire à son fils James L. Reid, à quatre ans. Tôt dans la vie, ce dernier a étudié la Bible et ses leçons spirituelles, puis s'est rendu à l'école de district et à l'académie à Tremont menée par James Kellogg, l'un des premiers moyens d'éducation mis en place dans ce nouveau pays.
Pendant l'hiver et le printemps 1865, James L. Reid est devenu enseignant dans le comté de Tazewell et dans le canton voisin de Boynton, puis a commencé à cultiver pour son propre compte près de Boynton Centre. De 1865 à 1880, il accorde une attention particulière au développement du maïs familial, en s'efforçant de l'introduire chez ses voisins pour cultiver la même variété. Décrit comme calme et réservé, généreux, ami fidèle mais aussi comme un citoyen fougueux et homme de grande foi, James L. Reid fut directeur de l'Association des éleveurs de semences de maïs de l'Illinois. Dès 1877 James Reid obtient un rendement, exceptionnel pour l'époque, de 120 boisseaux par acre.
En 1880, il est parti dans le Kansas, créer une ferme dans le comté d'Osage pour cultiver le Yellow Dent Corn par la méthode de l'Illinois, sous un climat plus chaud, jusqu'en 1888. Les vents chauds d'août et septembre de cette année, se sont avérés fatals à la récolte et il est retourné en Illinois dans la ferme de son père, poursuivre son travail d'amélioration de la variété de maïs.
La souche de "Yellow Dent Corn" en cours de développement, avait pendant ce temps été gravement menacée, dans le voisinage de la ferme de Reid, à cause d'un gel précoce qui a fait que de nombreux agriculteurs ont perdu leurs semences et acheté du maïs expédié de l'État du Missouri. Parmi eux, un voisin, John Withrow, qui avait repris la ferme de la famille Reid à la mort du père. En 1891, James L. Eeid a fait une exposition de son maïs dans l'Illinois, à la foire agricole de Peoria, puis a reçu le prix le plus élevé, le premier en dehors de son comté d'origine, ce qui lui a apporté la première reconnaissance du travail effectué. Orange Judd, éditeur du journal Orange Judd Farmer, et ancien éditeur de l'American Agriculturist, était présent, en tant que juge.
Le journaliste a examiné attentivement tous les échantillons et bombardé Reid de questions afin de déterminer le pourcentage des composantes du maïs. Deux ans plus tard, lors de la célèbre exposition universelle de 1893, James L. Reid a présenté son maïs et gagné le plus haut prix, une médaille et un diplôme. La variété se répand alors dans les États-Unis, au point de faire de l'ombre aux autres, qui sont un peu négligées ou oubliées, au détriment de la diversité génétique.
James Reid a ensuite fondé une société de vente de semences par correspondance et prouvé que son maïs pouvait s'adapter aux conditions variables de sol, de température, et à la longueur de la saison de croissance des céréales. En 1902, une plus grande ferme est achetée pour la famille de James L. Reid, dans le comté de Vermilion, dans l'Illinois, près de East Lynn et devient une grande maison de semences. Dans la foulée, des souches riches en protéines et en huile sont développées, en coopération avec la station d'expérimentation d'État de l'université d'Illinois, permettant d'arriver à des maïs comportant jusqu'à 16,85 % de protéines.
En 1908, James Reid accepte une invitation de J. Wilkes Jones de Lincoln, dans l'Illinois, directeur de la National Corn Exposition à Omaha, au Nebraska, pour assister à ce grand salon du maïs. J. Wilkes Jones l'y a présenté comme « l'homme qui avait mis plus de millions dans les poches des agriculteurs de la ceinture de maïs, que tout autre homme vivant ».
En janvier 1910, James Reid a pris son premier repos, de quelques semaines en Floride, avec des résultats bénéfiques, mais en janvier 1910, sa santé s'étant considérablement réduite, il repart chercher les avantages du climat de la Floride, puis décède le 1er juin 1910 dans l'Illinois.
À l'automne 1910, le docteur LH Smith, professeur en amélioration des plantes à l'Université de l'Illinois a continué à coopérer et améliorer des souches issues de la récolte produite par son fils Bruce Reid. La veuve, Marietta Reid, a continué à cultiver du maïs à partir de la récolte de 1910, afin de le garder pour les besoins futurs des petits-enfants de James
L. Reid, Harry et Virgil.
Le succès de son maïs contribue à un engouement pour l'agronomie au cours des deux premières décennies du XXe siècle aux États-Unis. Des salons et expositions sont organisés partout et des trains du maïs parcourent les grandes plaines pour diffuser les connaissances et éduquer les agriculteurs en céréales. À partir de 1922, les variétés hybrides sont disponibles sur le marché.